# Sahryń-Massaker

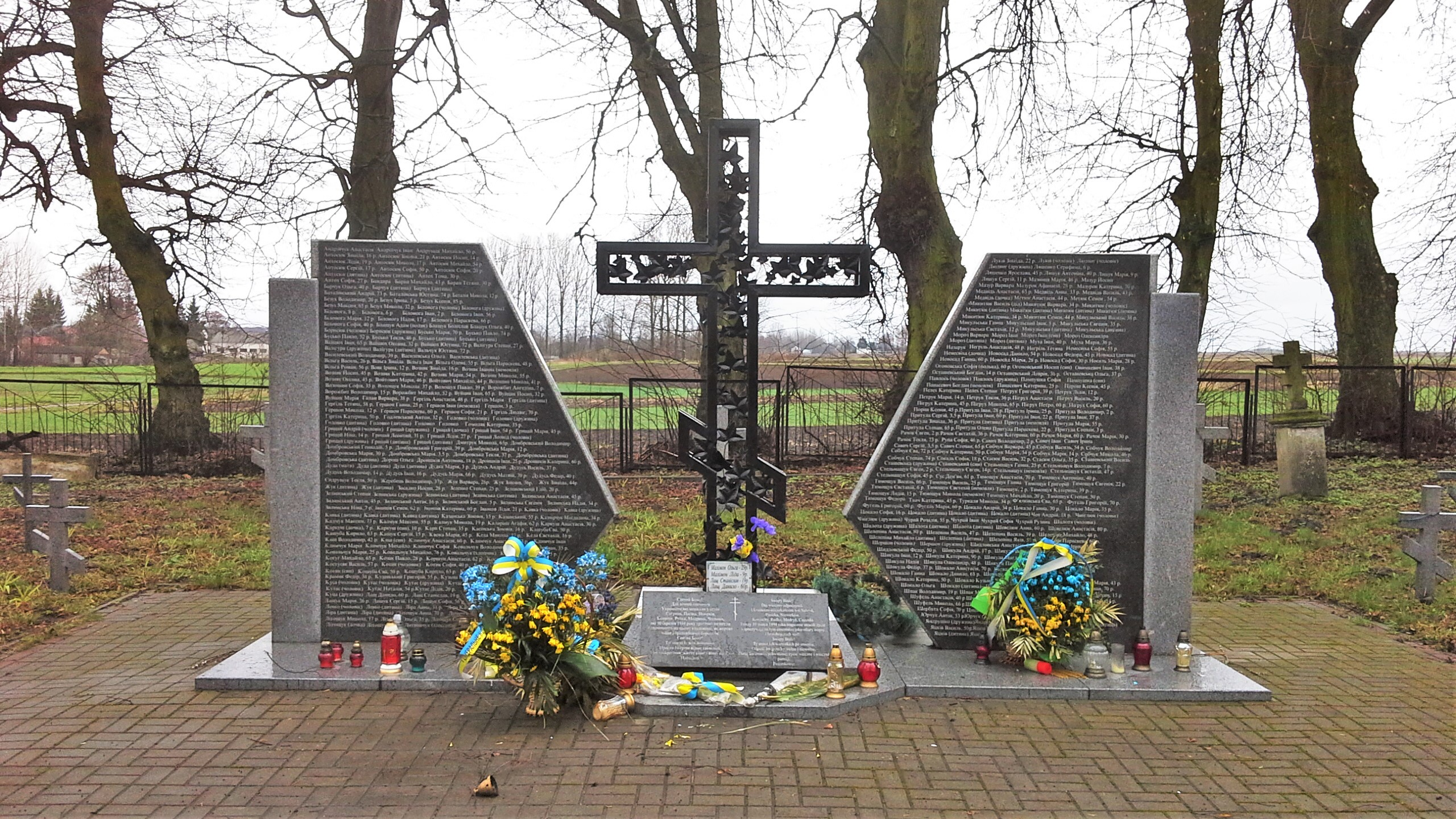
Gedenkort für die Opfer

Das Sahryń-Massaker war ein Massaker an ukrainischen Soldaten und Zivilisten im ukrainischen Dorf Sahryń, heute polnische Gmina Werbkowice, im westlichen Wolhynien durch Angehörige der Polnischen Heimatarmee (AK) am 10. März 1944, das als Vergeltung für ähnliche, sogar massenhafte Angriffe der Ukrainischen Aufständischen Armee auf polnische Dorfbewohner begangen wurde. Es ist eines der Massaker in Wolhynien und Ostgalizien. 
Die genaue Zahl der Todesopfer der in Sahryń getöteten Ukrainer ist unbekannt, die Schätzungen schwanken jedoch zwischen 623 und über 1200, wobei 623 bestätigte Zivilisten waren, darunter mehr als 200 Frauen und 100 Kinder. Von 623 Opfern sind die Nachnamen bekannt.

## Ziel
Am 5. und 6. März 1944 beschloss der Kommandant der Heimatarmee des Bezirks Hrubieszów, M. Golembiewski, eine gemeinsame Aktion mit den Knabenbataillonen gegen eine Reihe von Siedlungen durchzuführen, in denen sich die Posten der ukrainischen Hilfspolizei oder die "Staniza" der OUN (b) und der UPA befanden. 11 Dörfer wurden ausgewählt, darunter Sagrin.
Aber zu dieser Zeit gab es in Sagrin keine einzige Einheit der UPA. Die einzige bewaffnete Kraft im Dorf war die Abteilung der ukrainischen Hilfspolizei (20 Polizisten).
Die eigentliche Aufgabe der polnischen Divisionen bestand darin, die ukrainischen Bewohner des Dorfes zu vernichten.

## Ereignis
Im Frühjahr 1944 war Sahryń eines von 150 ukrainischen Dörfern, deren polnische Minderheit aus der Vorkriegszeit bereits deportiert worden war und die während des ethnischen Säuberungskonflikts mit der ukrainischen UPA entlang der Curzon-Linie von polnischen Partisanen niedergebrannt wurden. Der Konflikt dauerte im Juni 1944 an und führte zu erheblichem Blutvergießen und zur Zerstörung Dutzender polnischer und ukrainischer Dörfer. Sahryń war der Ort des ersten Vorstoßes der AK-Gegenoffensive gegen die UPA unter dem Kommando von Leutnant Zenon Jachymek, da dort ukrainische Selbstverteidigungskräfte stationiert waren. Im Morgengrauen des 10. März 1944 griff die AK-Einheit der Division Hrubieszow das befestigte Dorf an. Nach heftigen Kämpfen zogen sich die Ukrainer zurück, aber sowohl die katholische als auch die orthodoxe Kirche in Sahryń wurden niedergebrannt. Zwischen 150 und 300 Zivilisten wurden von polnischen Streitkräften als Vergeltung getötet und 260 Bauernhäuser in Brand gesteckt.

## Nachwirkungen
Der Historiker Mariusz Zajączkowski meinte, das Massaker könne als Kriegsverbrechen oder vielleicht als Verbrechen gegen die Menschlichkeit bezeichnet werden. Die Untersuchung des Instituts für Nationales Gedenken (IPN) in dieser Angelegenheit wurde 2010 eingestellt, und das IPN bestritt, dass in Sahryń ein Verbrechen gegen die ukrainische Zivilbevölkerung begangen worden sei. Ein ukrainischer Antrag auf Wiederaufnahme der Ermittlungen wurde abgelehnt. Der aktuelle polnische Bildungsminister Czarnek bestritt 2019 eine polnische Verfehlung.
Das Denkmal zur Erinnerung an die ukrainischen Opfer der Heimatarmee in Sahryń ist bisher nicht offiziell enthüllt worden. 2009 in der Hoffnung errichtet, dass sowohl der ukrainische als auch der polnische Präsident an den Zeremonien teilnehmen würden, wurden bei den Namen Rechtschreibfehler entdeckt. Das Denkmal wurde von ukrainischer Seite unter polnischer Beteiligung errichtet. Im Jahr 2019 gab es eine gemeinsame Gedenkfeier.

## Einzelbelege
1. ↑  Kai Struve: Ereignisse und Gestalten: Das Massaker in Wolhynien. In: FAZ.NET. 8. Juli 2023, ISSN 0174-4909 (faz.net [abgerufen am 2. September 2023]).
2. ↑  Українські жертви Холмщини та Південного Підляшшя у 1939 та 1944 роках. In: Галагіда І., Іваник М. (Hrsg.): buch. Видавництво УКУ (Ukrainische Katholische Universität), Львів 2021, S. 571–572.
3. ↑  Повідомлення УДК в Грубешеві до УЦК в Кракові / Процюк В. Книга пам'яті. In: Сполом. Львів 2004, S. 186.
4. ↑  Polsko - ukraiński spór o zbrodnię. Abgerufen am 2. September 2023 (polnisch).
5. ↑  Лубчак Вадим: Ukrainians and Poles Commemorate Victims of Sahryn Tragedy. In: Freedom. 11. März 2019, abgerufen am 2. September 2023 (amerikanisches Englisch).
6. ↑  Interview eines Soldaten der Grenzarmee.